# Luc Willems
Luc Willems (Aalst, 12 mei 1964) is een Belgisch politicus die actief was bij achtereenvolgens CVP, NCD en VLD.

## Levensloop
Willems studeerde af als licentiaat in de rechten aan de Katholieke Universiteit Leuven. Sinds 1988 is hij actief als advocaat, waarbij hij zich ging specialiseren in handels- en financieel recht.
Hij werd politiek actief voor de christendemocratische CVP en werd voor deze partij in oktober 1988 verkozen tot gemeenteraadslid van de stad Aalst, een functie die hij bekleedde tot in januari 2010. 
Van december 1992 tot september 1995 was Luc Willems algemeen secretaris van de CVP. In mei 1995 werd hij voor deze partij verkozen in de Kamer van volksvertegenwoordigers, voor het arrondissement Oudenaarde-Aalst. Hij maakte er deel uit van de commissies Justitie; Bedrijfsleven, Wetenschapsbeleid, Onderwijs, Middenstand en Landbouw en Handels- en Economisch Recht. In 1997 was hij tevens rapporteur voor de parlementaire onderzoekscommissie naar sekten in België. Bij de verkiezingen van juni 1999 raakte Willems niet herkozen. Vervolgens was hij van 2000 tot 2003 provincieraadslid van Oost-Vlaanderen.
Binnen de CVP viel Willems op door zijn uitgesproken progressieve ethische en sociaal-economische standpunten, bijvoorbeeld met zijn pleidooi voor gelijke rechten voor homoseksuelen, die niet compatibel waren met de ethisch conservatieve koers van de partij. Uit ontevredenheid hierover scheurde Willems zich in november 2001 samen met onder andere voormalig CVP-voorzitter Johan Van Hecke en gewezen minister Karel Pinxten af van de CVP en maakte hij de overstap naar de nieuw opgerichte partij van NCD. NCD fuseerde in 2002 met de liberale partij VLD.
Voor de VLD stond Willems bij de federale verkiezingen van mei 2003 op de achtste plaats van de Senaatslijst. Hij raakte niet verkozen, maar werd in juni dat jaar aangeduid als gecoöpteerd senator, hetgeen hij zou blijven tot in juni 2007. In de Senaat trad hij toe tot de commissie Financiën en Economische Aangelegenheden en degene voor Justitie, waarvan hij van 2005 tot 2007 tweede ondervoorzitter was. Van 2003 tot 2007 zetelde hij eveneens in de Raadgevende Interparlementaire Beneluxraad, waar hij  Bij de federale verkiezingen van juni 2007 raakte Willems niet herkozen als senator.
Na zijn nationale politieke loopbaan was Willems van 2009 tot 2017 adjunct-secretaris-generaal van de Benelux. Tevens was hij van 2012 tot 2020 voorzitter van het Informatie- en Adviescentrum inzake schadelijke sektarische organisaties binnen de Federale Overheidsdienst Justitie, waarvan hij sinds 2020 ondervoorzitter is.
Sinds 2016 is hij lid van de Federale Deontologische Commissie. Hij is er sinds 2021 de Nederlandstalige voorzitter.

## Onderscheiding
- Ridder in de Leopoldsorde sinds 2007.